# Elkader
Elkader ist eine am Turkey River gelegene Kleinstadt (mit dem Status „City“) im US-amerikanischen Bundesstaat Iowa. Sie ist der Verwaltungssitz des Clayton County und ein regionales Kulturzentrum, das eine Reihe von historischen Bauwerken aus dem 19. Jahrhundert, eine Oper und mehrere Museen besitzt. Benannt ist die Stadt nach dem algerischen Freiheitskämpfer Abd el-Kader. Das U.S. Census Bureau hat bei der Volkszählung 2020 eine Einwohnerzahl von 1.209 ermittelt.

## Sehenswürdigkeiten
Elkader besitzt eine Reihe von historischen Gebäuden, die im 19. Jahrhundert oder um die Jahrhundertwende erbaut und 1976 in die National Register of Historic Places der Vereinigten Staaten aufgenommen worden sind.

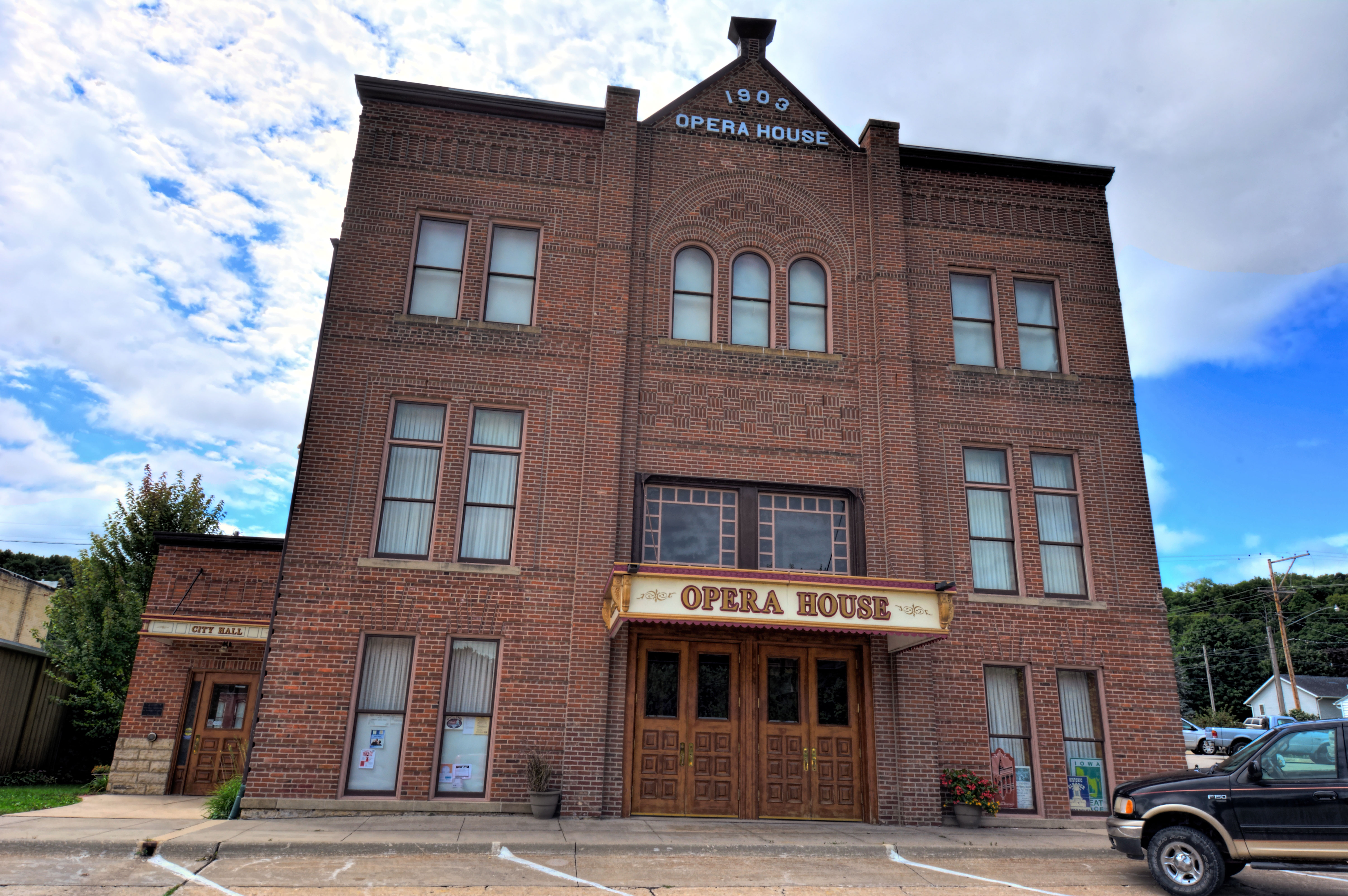
Opera House (Sept. 2014)

Das Elkader Opera House ist ein 3-stöckiger Backsteinbau, der 1903 an Stelle eines älteren durch Feuer zerstörten Gebäude errichtet wurde. Sein Konzertsaal umfasst 455 Sitze und es treten regelmäßig Ensembles aus dem Großraum Minneapolis-Chicago auf. Das Clayton County Courthouse (Justiz- und Verwaltungsgebäude) wurde 1867–1868 erbaut. Der Backsteinbau im „Italienischen Stil“ wurde 1896 durch einen Uhrenturm auf dem Dach ergänzt. Das Carter House Museum gibt einen Einblick in das Leben Iowas in der Mitte des 19. Jahrhunderts und stellt dazu Kleider, Möbel und Gebrauchsgegenstände dieser Zeit aus. Es befindet sich in einem in einem neoklassischen Stil erbauten aus 18 Räumen bestehenden Herrenhaus aus dem 19. Jahrhundert. Das Davis House ist das älteste Gebäude Elkaders. Es ist ein rotes Backsteinhaus, das der Stadtgründer Timothy Davis zwischen 1845 und 1850 für sich erbaute. Seit 1960 dient es als Sitz des örtlichen Bestattungsunternehmens. Das Price House ist ein großes zweistöckiges Backsteinhaus, das vor 1870 erbaut wurde. Das Schmidt House wurde als 1867 als Duplex für die Familien von Wolfgang Schmidt und John Blasius erbaut. Die beiden waren Einwanderer aus Bayern, die sich 1865 in Elkader niederließen und eine Brauerei gründeten. Das Stemmer House ist ein rotes Backsteingebäude, das eine große hölzerne Veranda und eine mit Holzarbeiten verzierte Fassade im Victorian-Gingerbread-Stil besitzt. Es wurde 1889 von J. C. Stemmer erbaut. Die Keystone Bridge ist eine 115 m lange steinerne Bogenbrücke über den Turkey River. Sie wurde 1889 erbaut und gilt als die längste ihrer Art westlich des Mississippi

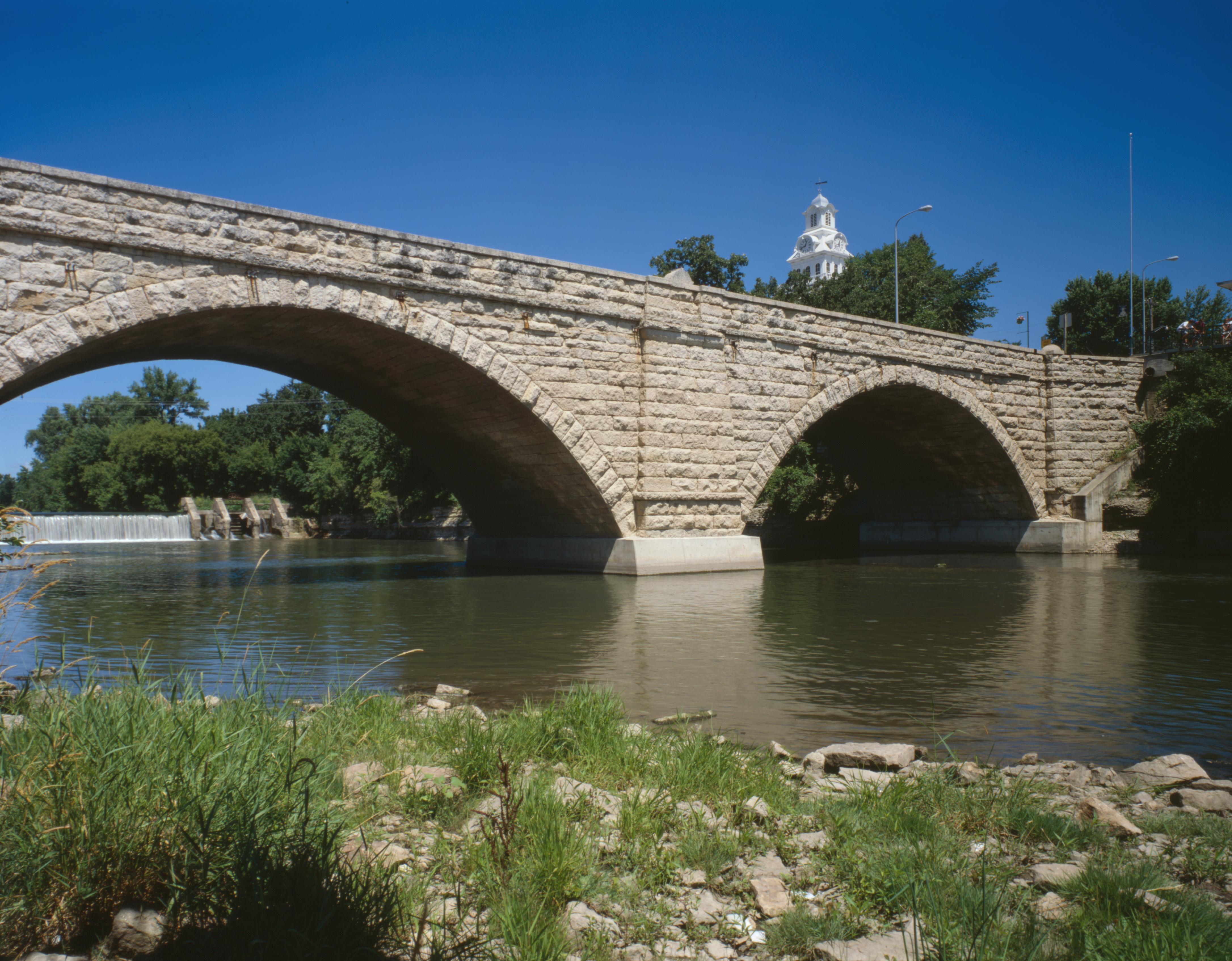
Keystone Bridge (1995)

Die katholische St. Josephs Church besteht aus zwei Gebäuden. Neben der großen 1898 erbauten eigentlichen Kirche existiert noch ein 40 Jahre älteres steinernes als „old rock church“ bezeichnetes Gebäude, welches zuvor als Kirche diente und das älteste katholische Kirchengebäude von Elkader ist.

## Geschichte

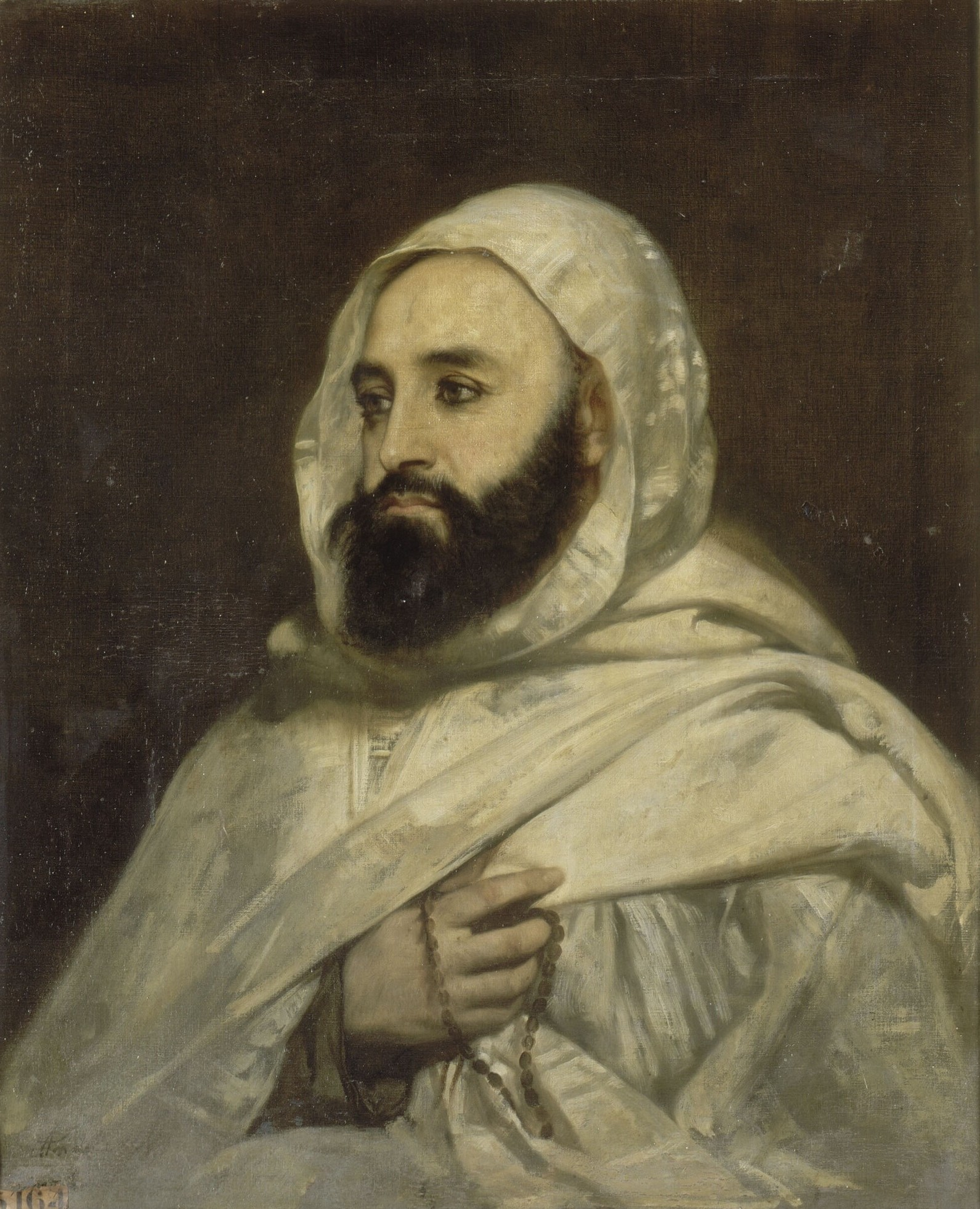
Porträt Abd el-Kaders von Ange Tissier (1852)

Elisha Boardman und Horace Bronson waren die ersten Farmer, die sich 1836 am Turkey River in der Gegend um Elkader ansiedelten. Bronson errichtete zusammen mit Farmern aus der Umgebung auch das erste Schulhaus. Timothy Davis, John Thompson and Chester Sage entwarfen den Plan für eine Gemeinde, die dann im Juni 1846 offiziell gegründet wurde. Sie benannten ihre Gemeinde nach Abd el-Kader, einem bekannten zeitgenössischen Freiheitskämpfer, der damals die französische Kolonialmacht in Algerien bekämpfte. Bereits im nächsten Jahr besaß der Ort eine Getreidemühle, ein Sägewerk und einen Gemischtwarenladen. 1856 hatten sich weitere Geschäfte angesiedelt und Bevölkerung war auf 500 Einwohner angewachsen. In den ersten Jahrzehnten nach der Gründung konkurrierte Elkader mit den Nachbargemeinden Garnavillo und Guttenberg um den Verwaltungssitz des County. Ab 1880 wurde Elkader dann zum endgültigen Verwaltungssitz des Clayton County. 1886 erhielt die Stadt eine Eisenbahnanbindung nach Milwaukee und 1888 wurde mit dem Bau der Keystone Bridge über den Turkey River begonnen. 1891 erhielt Elkader den Status einer incorporated community. Um 1900 besaß Elkader 1300 Einwohner und vier Tageszeitungen, darunter auch eine deutschsprachige.
1983 veröffentlichte die United States Information Agency in ihrer arabischsprachigen Zeitschrift Al Majal einen von Donna Menken verfassten Beitrag zur Gründungsgeschichte Elkaders. Auf diesen wurde der in Muaskar, der Geburtsstadt Abd el-Kaders, geborene Algerier Benaoumer Zergaoui aufmerksam und besuchte Elkaders noch im gleichen Jahr. 1984 ging Elkader dann eine Städtepartnerschaft mit Muaskar ein.
Als im Sommer 2008 der Nordosten Iowas von schweren Überschwemmungen heimgesucht wurde, erreichte der Turkey River in Elkader einen historischen Höchststand. Schließlich überschwemmte er einen Uferdamm und anschließend große Teile der Innenstadt. Die algerische Regierung unter Abdelaziz Bouteflika spendete daraufhin $150.000 für den Wiederaufbau.

## Demografische Daten
Nach der Volkszählung im Jahr 2010 lebten in Elkader 1273 Menschen in 577 Haushalten. Die Bevölkerungsdichte betrug 353,6 Einwohner pro Quadratkilometer. In den 577 Haushalten lebten statistisch je 2,1 Personen.
Ethnisch betrachtet setzte sich die Bevölkerung zusammen aus 98,7 Prozent Weißen, 0,1 Prozent (eine Person) Afroamerikanern, 0,3 Prozent amerikanischen Ureinwohnern sowie 0,2 Prozent Asiaten; 0,7 Prozent stammten von zwei oder mehr Ethnien ab. Unabhängig von der ethnischen Zugehörigkeit waren 0,3 Prozent der Bevölkerung spanischer oder lateinamerikanischer Abstammung.
18,9 Prozent der Bevölkerung waren unter 18 Jahre alt, 56,7 Prozent waren zwischen 18 und 64 und 24,4 Prozent waren 65 Jahre oder älter. 53,8 Prozent der Bevölkerung war weiblich.
Das mittlere jährliche Einkommen eines Haushalts lag bei 48.452 USD. Das Pro-Kopf-Einkommen betrug 25.170 USD. 8,8 Prozent der Einwohner lebten unterhalb der Armutsgrenze.

## Sonstiges
Elkader hält den Kälterekord für Iowa (Stand 2002). Am 3. Februar 1996 wurde in Elkader eine Temperatur von −43,9 Grad Celsius gemessen.

## Söhne und Töchter
- Francis John Dunn (1922–1989), Weihbischof in Dubuque
- Asle Gronna (1858–1922), Politiker

## Dokumentationen
- Empire special – Islam and America auf Al Jazeera English, enthält Videoclip über Elkader (43:20 – 45:10 Min)
- Out and About Iowa, Bericht über Elkader der Rubrik Out and About Iowa des The Iowa Journal (Sendung des Iowa Public TV)
- Couscous and cultural diplomacy. Radiodokumentation, ABC (360documentaries), 10. September 2011 (MP3, 25 Min)